# مونته‌پائونه
مونته‌پائونه (به ایتالیایی: Montepaone) یک کومونه در ایتالیا است که در استان کاتانزارو واقع شده‌است. مونته‌پائونه ۱۶٫۹ کیلومترمربع مساحت و ۵٬۱۴۲ نفر جمعیت دارد و ۳۶۱ متر بالاتر از سطح دریا واقع شده.